# Foraine, Rêve et Haut passage
 (avril 2014).
Si vous disposez d'ouvrages ou d'articles de référence ou si vous connaissez des sites web de qualité traitant du thème abordé ici, merci de compléter l'article en donnant les références utiles à sa vérifiabilité et en les liant à la section « Notes et références ».
La Foraine, le Rêve et le Haut passage sont des droits de traites (de douane), sous l'Ancien Régime en France, concernant les échanges commerciaux entre le Languedoc, le Lyonnais et la Provence.

## Foraine
La foraine est un droit sur les aliments et les bestiaux allant :
- du Languedoc vers le Comtat, le Dauphiné et la Provence.
- de Lyon vers la Méditerranée, la franche-Comté, la Suisse, l'Allemagne, la Savoie, le Piémont, l'Espagne.
- de Provence vers le Dauphiné.
- les foires d'Arles, de Beaucaire et de Lyon en sont exemptées.

## Rêve
Le rêve, établi en décembre 1324, était un droit d'exportation fixé, d'abord à deux deniers par livre, puis à quatre deniers par livre, s'appliquant au vin, aux grains, aux poissons, à la viande, au foin, etc. Il s'agissait d'une "foraine" moins élevée pour les marchandises allant de Lyon vers la Bresse, le Bugey, le Dauphiné et la Provence.

## Haut passage
Le haut passage était le plus ancien des droits de traite : établi par le mandement du 1er février 1304 et organisé par celui du 6 février suivant, il tirait son nom de taxes levées sur les toiles et le fil et se payait aux maîtres des ports et des passages du royaume pour avoir la liberté d'en faire sortir des marchandises dont la traite était prohibée. Son tarif était de sept deniers par livre. Son taux était compris entre celui de la "Foraine" et celui du "rêve"

## Tarifs
Les tarifs devaient être affichés à la vue des utilisateurs. Mais les employés de la Ferme générale les appliquaient dans la confusion et le plus grand arbitraire.